# Othresypna astrigera
Othresypna astrigera är en fjärilsart som beskrevs av Butler 1885. Othresypna astrigera ingår i släktet Othresypna och familjen nattflyn. Inga underarter finns listade i Catalogue of Life.